# Via del Turco
Via del Turco, a Ferrara, unisce piazza Cortevecchia a via Ripagrande.

## Storia
La via appartiene al nucleo urbanistico medievale della città estense. In tempi passati la strada univa il centro cittadino con la porta di San Michele e con la porta della Gabella, e per questo motivo era chiamata anche strada di San Michele.

### Origini del nome

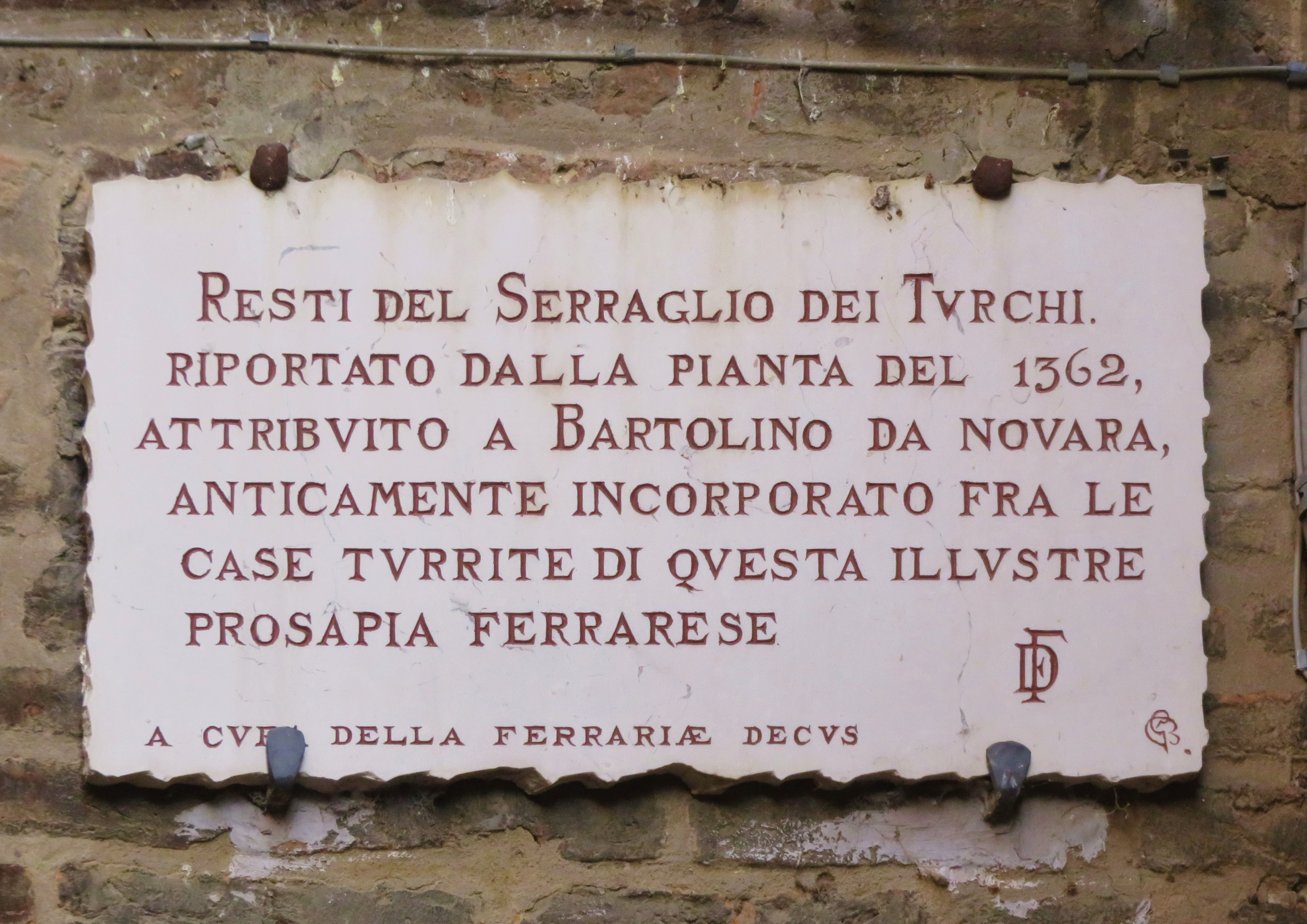
Epigrafe della Ferrariae Decus in via Capo delle Volte sulla casa che fu della famiglia Turco o Dei Turchi.

L'antico nome di strada del Turco viene dalla famiglia Turco o dei Turchi, che fu un casato potente in epoca medievale. L'abitazione che costruirono si trova all'incrocio con via Capo delle Volte, a breve distanza da via Ripagrande, ed è riconoscibile dal caratteristico volto.
Alla fine del XV secolo Aldobrandino Turchi decise di abbandonare la vecchia dimora per trasferirsi nel nuovo palazzo posto nel quadrivio degli Angeli, poi noto come palazzo Turchi di Bagno.

## Luoghi di interesse

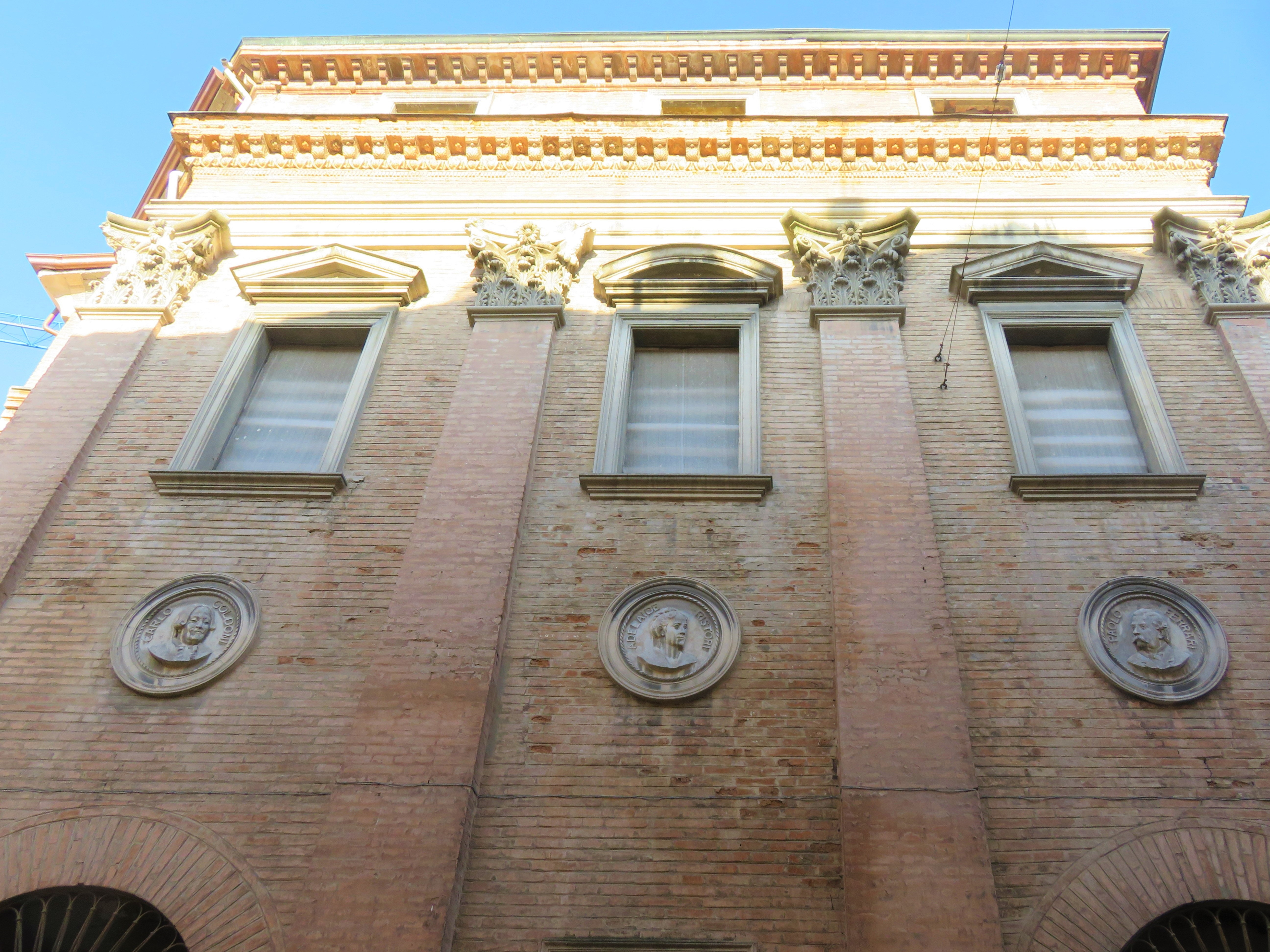
Facciata in cotto con rosoni dell'edificio dell'ex cinema Ristori (che fu teatro Bonacossi).

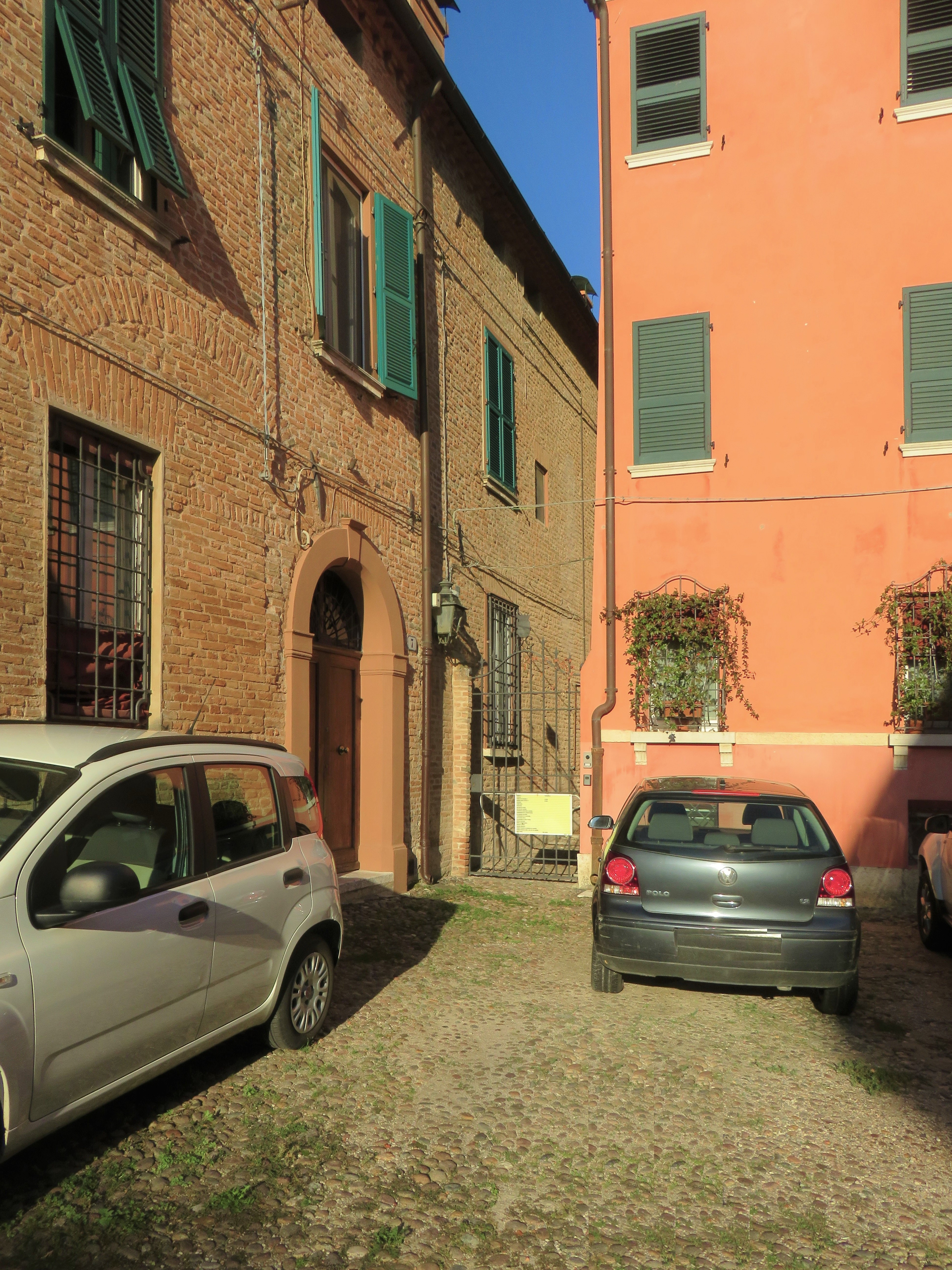
Piazzetta San Michele. Ingresso al vicolo dei Duelli (via privata).

La via offre, lungo tutto il suo percorso, molti punti di interesse. 
- A brevissima distanza dalla piazza Cortevecchia si incontra l'edificio che fu inizialmente il teatro Bonacossi, fatto costruire in legno nel 1662 da Pinamonte Bonacossi. In seguito, nel 1884, venne ricostruito in muratura. Nel corso del XX secolo venne completamente restaurato sia negli interni sia negli esterni, l'ultima volta nel 1954, diventando uno dei cinema più belli di Ferrara, il Ristori. A partire dall'inizio del nuovo millennio è stato definitivamente chiuso, e poi destinato ad altro uso.[2][3]

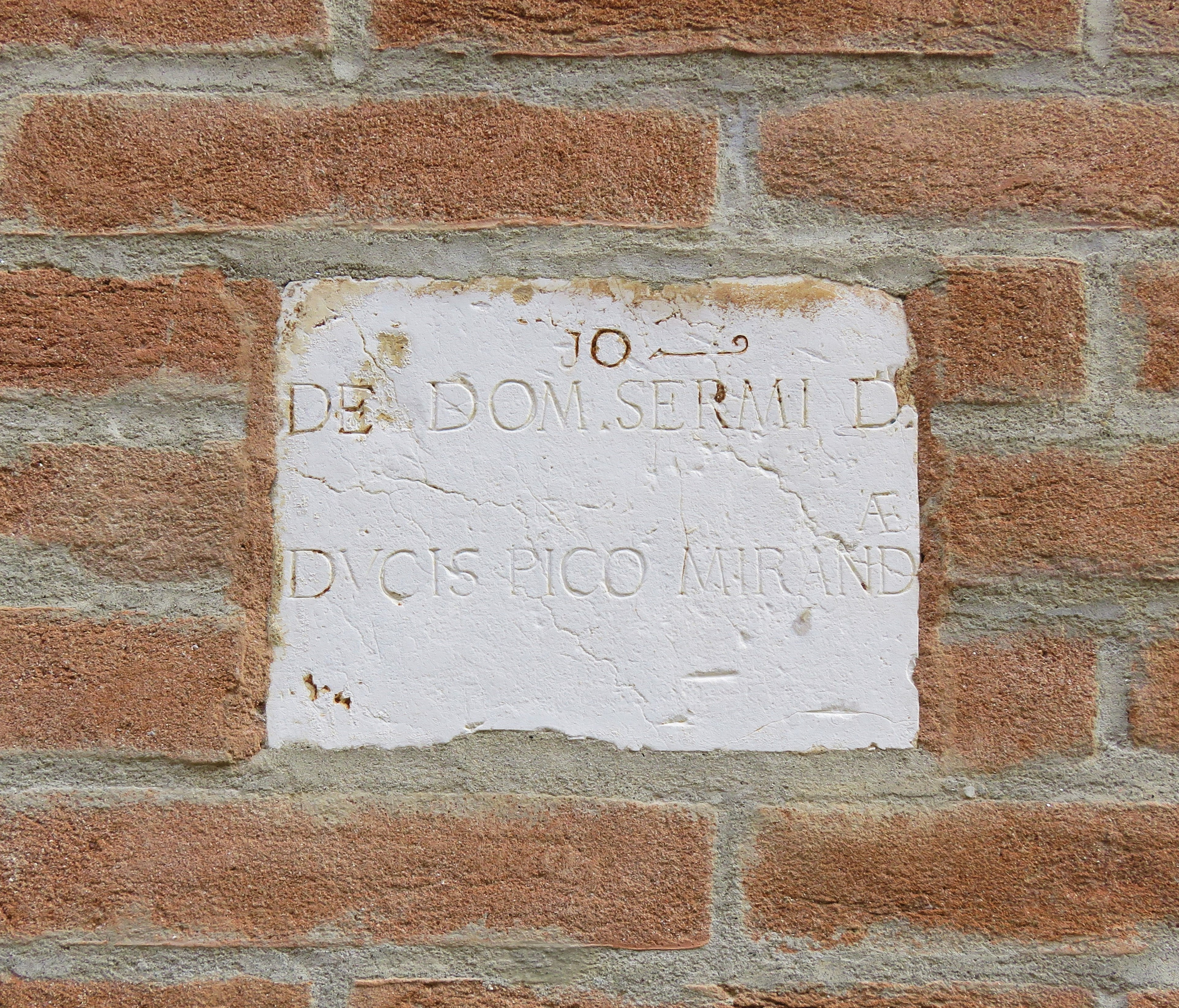
Epigrafe che ricorda dove esisteva, in passato, una residenza di Giovanni Pico della Mirandola.

Dove venne costruito il teatro, sino alla metà circa del XV secolo, esisteva la dimora degli Strozzi. In questa trovò accoglienza nel 1430 Guarino Veronese, invitato a Ferrara da Niccolò III d'Este che gli affidò l'educazione del figlio Leonello. Vicino a questa esisteva anche casa Boiardo, dove, in modo saltuario, soggiornò anche il poeta e letterato Matteo Maria Boiardo. 
- Ancora in via del Turco, ma leggermente più a sud, abitò anche Giovanni Pico della Mirandola durante le sue visite in città e, accanto, esisteva la casa che Ludovico Ariosto comprò per Orsolina, madre del suo secondogenito.[4]

- Circa a metà della via si trova piazzetta del Turco o piazzetta San Michele, dove sorge la chiesa sconsacrata di San Michele. Dell'antica chiesa, sede di priorato, si hanno notizie sin dal 969. Nella stessa piazzetta c'è un ingresso al vicolo dei Duelli (o via Fortinpiedi).

- All'incrocio con via Capo delle Volte si trova la già ricordata casa della famiglia Turco.[1]